# Tüskés békagyík
A tüskés békagyík (Phrynosoma cornutum) a békagyíkfélék (Phrynosomatidae) családjába tartozó hüllőfaj.
A faj generikus neve, a Phrynosoma „békatestűt”, specifikus neve, a cornutum „szarvas”-t jelent. A békagyík szarvai valódi csontos képletek, a koponya kinövései.

## Elterjedése
A Phrynosoma nembe tartozó 14 faj közül az USA és Mexikó területén a legelterjedtebb. Elterjedési területe Colorado és Kansas államtól Észak-Mexikóig, délkelet-Arizonától Louisianáig és Arkansasig terjed, a leggyakoribb Texas államban (innen kapta az USA-ban használatos elnevezését – Texas horned lizard). Elszigetelt, betelepített populációik előfordulnak Észak- és Dél-Karolinában, Georgiában, Észak-Floridában.

## Megjelenése
Az átlagos kifejlett példány mérete 69 mm a farok nélkül (Munger 1986), de találtak már 94 mm-es hím, illetve 114 mm-es nőstény példányt is (Munger 1984). Bár a kültakaró pigmentációja a ragadozók elöli rejtőzést szolgálja, a tüskés békagyík képes arra is, hogy felfújva magát tüskés pikkelyeit felállítsa, így megnehezítve a ragadozó számára a lenyelését. Egy másik védekezési módja, amire a nem legalább három másik faja is képes, hogy a szeméből vért képes fröcskölni akár másfél méterre is. Ez nemcsak megzavarja a támadót, hanem a kutyaféle ragadozók számára kellemetlen ízű vegyi anyagot is tartalmaz.

## Életmódja
A tüskés békagyík étrendjének kb. 70%-át a vörös aratóhangya (Pogonomyrmex barbatus) képezi, amit kiegészítenek termeszekkel, bogarakkal, szöcskékkel.
Az elmúlt években USA-beli elterjedési területe mintegy 30%-kal csökkent, valószínűleg a hangyák elleni kémiai védekezés miatt, ezért védett fajnak számít.

## Brehm szövege
Orrlyukai az arcorr éle fölött nyílnak, torokpikkelyei aprók, egyformák és bordásak. Tíz, meglehetősen hosszú tüske védi a fej hátulját, két sor háromszögű szarutövis pedig a test oldalait. A felső test pikkelyei jórészt nagy, egyenlőtlen hosszú, tompa tüskékké alakultak át, az alsó testéi egyformák és cserépzsindely módjára fekszenek. Hat egyszerű, rövid, egyenes, egyforma, kúp alakú metszőfoga, 18 egyforma, egyenes, lapos, tompahegyű zápfoga van minden oldalon. Feje elül vörhenyesbarna, hátul barnássárga, egyszínű, vagy barnásan foltos. Hátának alapszíne piszkos homok- vagy bőrsárga; a nyakszirten mindkét oldalt egy-egy nagyobb sötétbarna folt, a háton barna foltok láthatók. Maga a tüskepikkely barna vagy világosszürke, az alsó test világos homoksárga, többnyire egyszínű, de néha apró, barna foltok is vannak rajta. Ez a faj, amely Észak-Mexikóra és az Egyesült-Államok délnyugati vidékeire szorítkozik, 12–13 cm hosszúra nő, amiből 4 cm a farkára esik.

## Fordítás
- Ez a szócikk részben vagy egészben a Texas horned lizard című angol Wikipédia-szócikk ezen változatának fordításán alapul.  Az eredeti cikk szerkesztőit annak laptörténete sorolja fel. Ez a jelzés csupán a megfogalmazás eredetét és a szerzői jogokat jelzi, nem szolgál a cikkben szereplő információk forrásmegjelöléseként.

## Külső hivatkozások
- Elterjedési területe
- Elszigetelt populációi